# Glenea pascoei
Glenea pascoei é uma espécie de escaravelho da família Cerambycidae. Foi descrita por Per Olof Christopher Aurivillius em 1923 e está conhecido em Bornéu.